# Estadio Tumba
El Estadio Tumba (en griego: Γήπεδο Τούμπας) es un estadio de fútbol situado en Tesalónica, capital de Macedonia Central, Grecia, más concretamente en el distrito de Tumba, de ahí su nombre. El estadio es empleado por el equipo de fútbol local, el PAOK de Tesalónica FC, y es uno de los campos más temidos del fútbol europeo por sus apasionados hinchas.

## Historia
El estadio Tumba fue construido en 1959 con capacidad para 40.000 espectadores. Sin embargo, y por motivos de seguridad, las gradas perdieron aforo en 1998 debido a que tuvieron que construirse asientos, resultando la capacidad total en unos 32.000 espectadores todos ellos sentados. En el año 2000 se efectuó la última remodelación, asegurándose zonas de seguridad en el estadio, por lo cual el aforo final quedó en los 28.701 espectadores con los que cuenta actualmente. La afluencia máxima que se ha registrado en el estadio de Tumba fue de 45.252 espectadores el 19 de diciembre de 1976, en un partido que enfrentó al PAOK con el AEK.
El estadio fue una de las sedes de las selección griega para realizar sus entrenamientos durante su participación en los Juegos Olímpicos de Atenas 2004.

### Reputación del Estadio Tumba
Es uno de los estadios más temidos por los clubes y aficionados europeos. Es normal ver las gradas encendidas por las bengalas durante los partidos que disputa el PAOK, especialmente durante derbis locales (contra el Aris de Tesalónica FC), frente a los grandes del fútbol heleno como Olympiacos FC, Panathinaikos FC o AEK Atenas FC, y en partidos de competición europea.
El ambiente infernal que se vive en este tipo de partidos en el Estadio de Tumba ha provocado varios incidentes como el vivido en 1998, durante un PAOK - Olympiacos, cuando el árbitro Dimitris Papapetru suspendió el partido debido a que 20 ultras invadieron el campo como protesta por un gol anulado al PAOK con 1-2 favorable al equipo visitante. Dos años más tarde, en el 2000, un PAOK - Aris se saldó con 20 heridos, 15 detenidos y 3.000 asientos destrozados.

## Imágenes

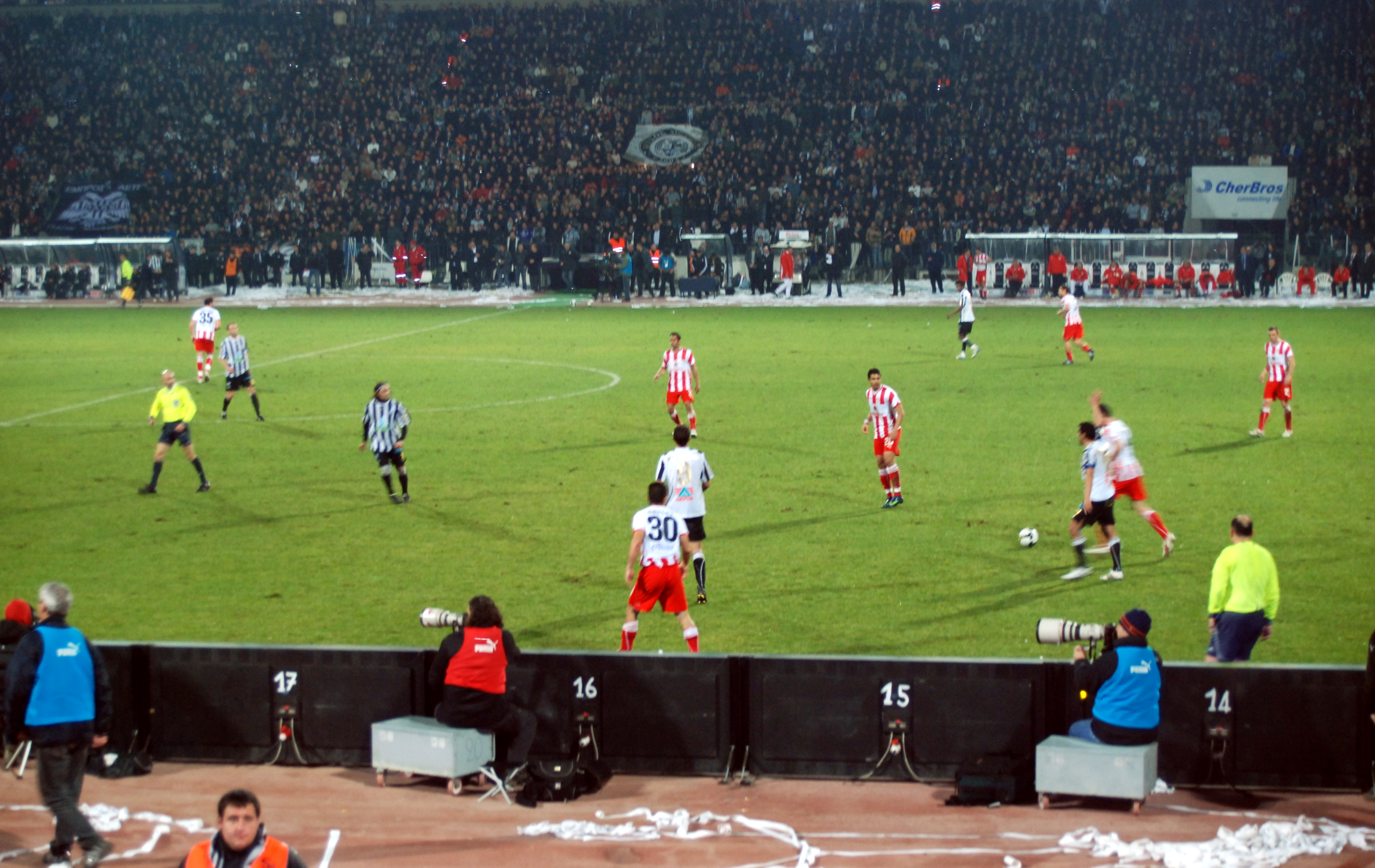
Partido de Copa en 2009, PAOK - Olympiacos.
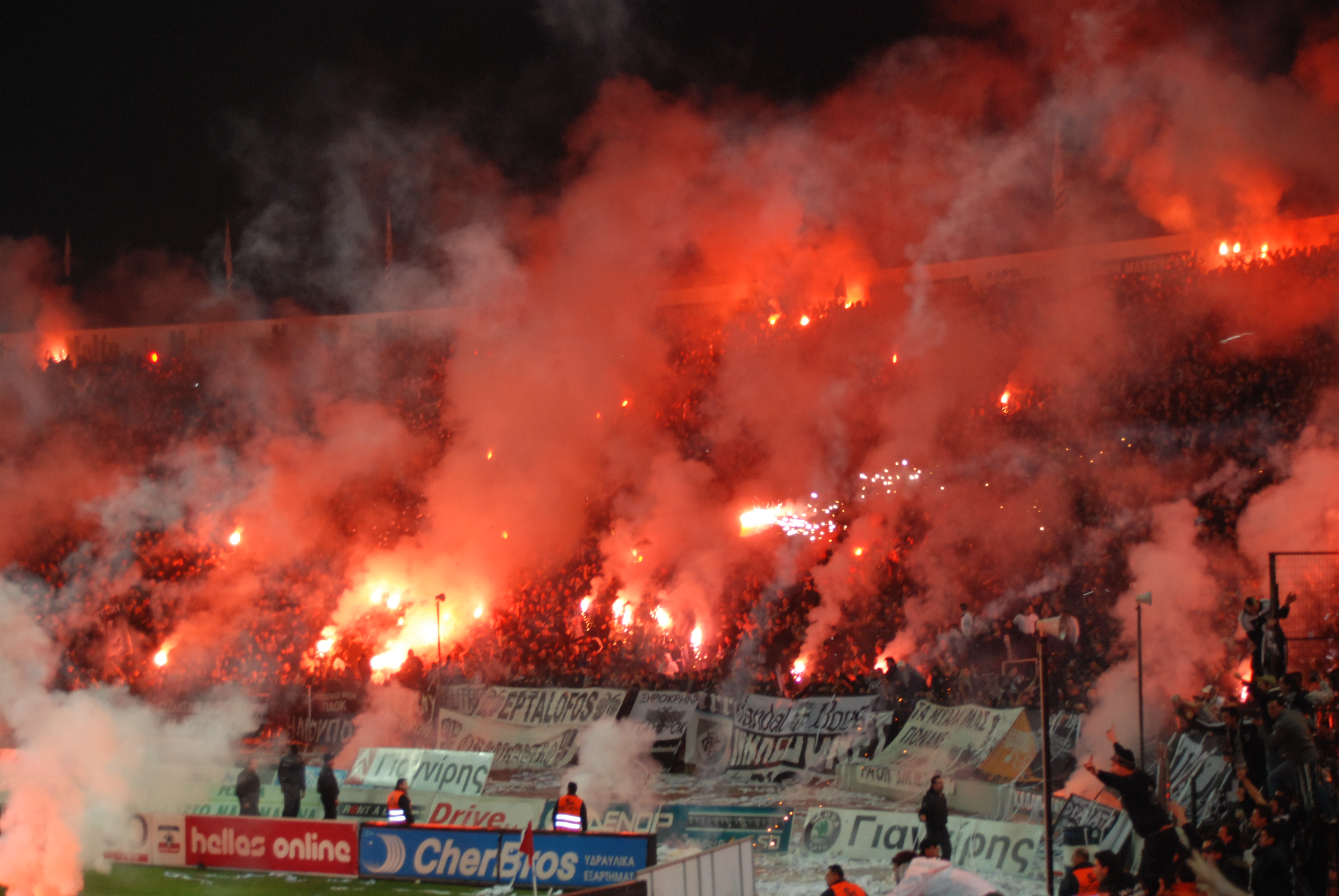
Aficionados del PAOK durante el partido ante Olympiacos
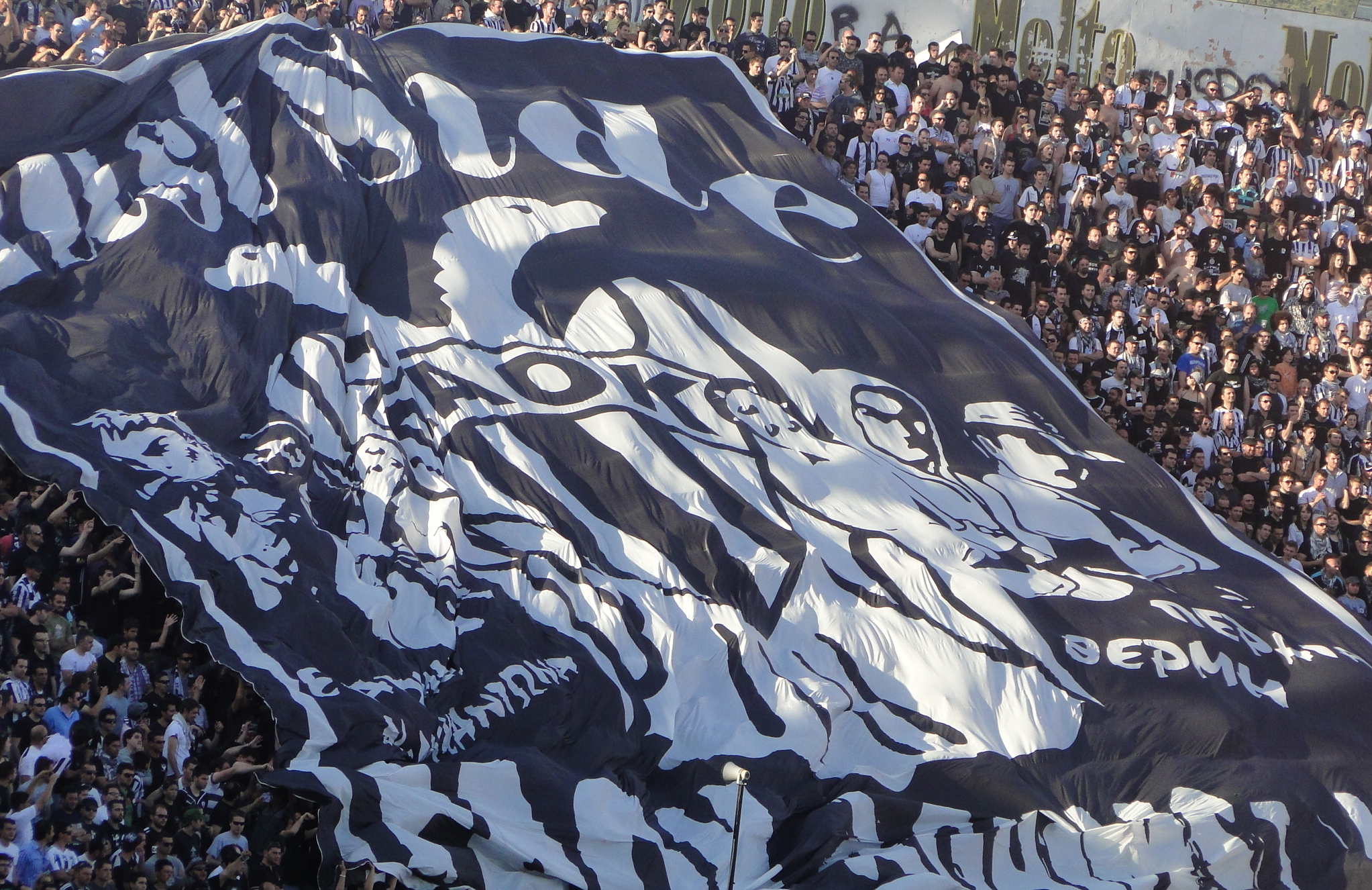
Aficionados del PAOK
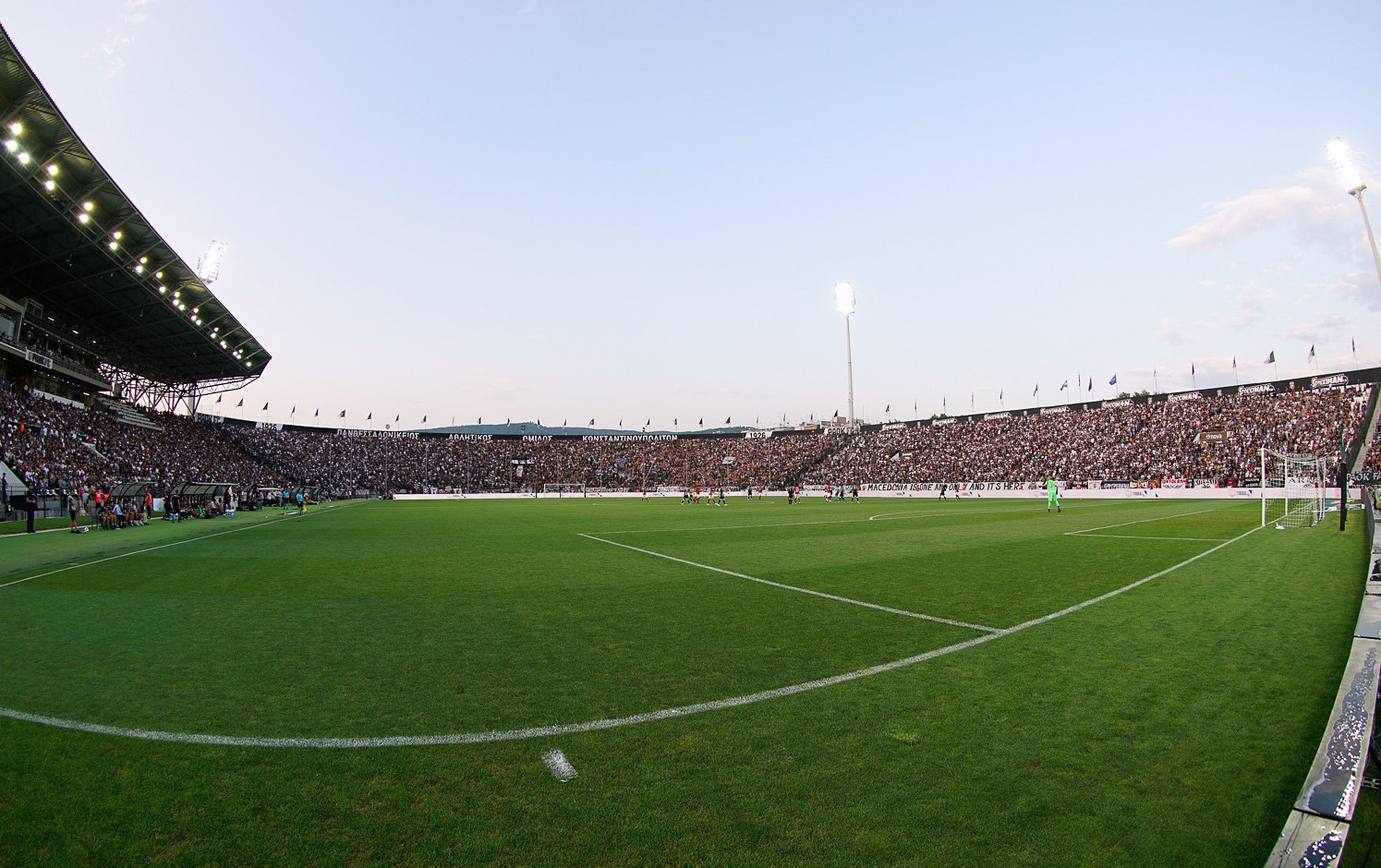
Aspecto del estadio antes de un encuentro
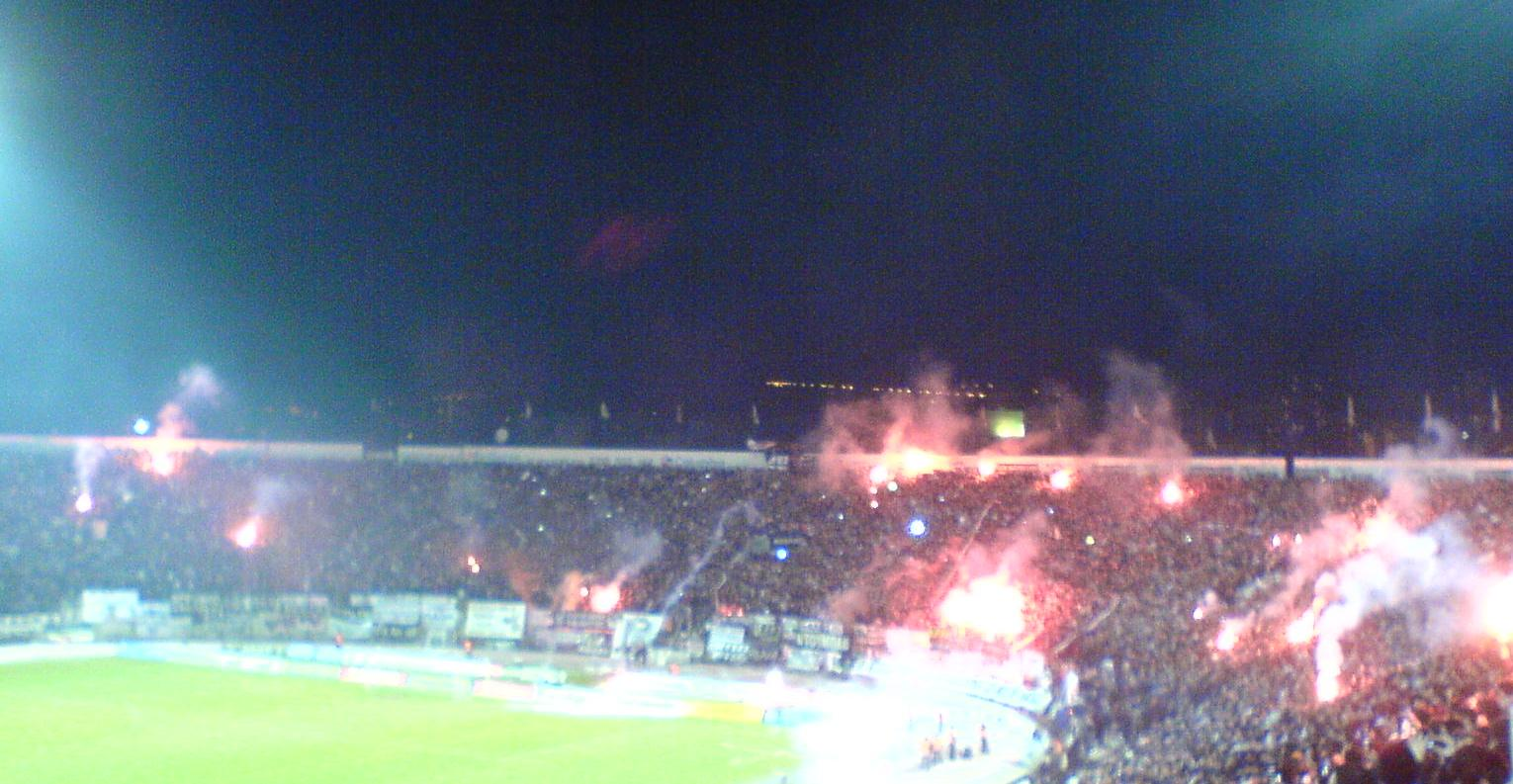
Bengalas para celebrar un gol